# Красный Клин (Мордовия)
Красный Клин — село в Рузаевском районе Мордовии. Административный центр Красноклинской сельского поселения.

## География
Находится на р. Инсар, в 3 км от районного центра и железнодорожной станции Рузаевка.

## История
Впервые упоминается в «Атемарской десятне 1669—1670 гг.» как Хардино; очевидно, охранную службу на юго-восточной границе России несли служилые люди рода Хардиных. В «Списке населённых мест Пензенской губернии» (1869) Красный Клин (Хардино) — деревня владельческая из 19 дворов Саранского уезда. В 1930-х гг. был создан колхоз, с 1998 г. — отделение СХПК «Нива».

## Население
| 2002 | 2010 |
| ---- | ---- |
| 335  | ↗360 |

## Инфраструктура
В современном селе — начальная школа, библиотека, магазин.

## Источник
- Энциклопедия Мордовия, В. П. Беляков.